# Modello Brewer e Nash
Il modello di Brewer e Nash (chiamato anche Chinese Wall Model) è un modello che implementa le cosiddette policy ibride e che garantisce quindi sia la confidenzialità, sia l'autenticazione e l'integrità. È nato nel 1989 dagli studiosi Brewer e Nash e si basa sul concetto di conflitto di interesse.

## Necessità di una politica
Supponiamo di avere un soggetto S che come lavoro, svolge l'attività di consulente. Se questi lavora presso due banche concorrenti, sorge subito un conflitto di interesse, in quanto il soggetto viene a conoscere tutte e due le strategie delle banche, il che va contro gli interessi di una o dell'altra banca.
Lo stesso soggetto però può lavorare in un'altra ditta di tutt'altro campo d'azione, come ad esempio un supermercato.

## Organizzazione del modello
- Oggetti, identificati mediante O. Questi rappresentano dati, informazioni di una qualche società od organizzazione;
- Company Dataset, brevemente CD. Un CD contiene oggetti inerenti ad una singola entità, come ad esempio una banca, un supermercato, ecc;
- Conflict of Interest class, ossia COI. Una COI contiene i CD delle varie entità che fanno parte di quella particolare classe di conflitto di interesse. Ad esempio, in una COI ci sono tutte le banche, in un'altra tutti i supermercati, e così via.

## Regolamentazione del modello
Esistono due condizioni da rispettare: una per la lettura e una per la scrittura.

### Lettura
Un soggetto S può leggere un oggetto O se:
- l'oggetto O è in un CD di cui il soggetto ha già letto qualcosa, oppure
- l'oggetto O appartiene ad una COI di cui il soggetto non ha letto ancora niente, oppure
- l'oggetto O appartiene alla stessa COI di un altro CD ma è di tipo pubblico.

In parole povere il soggetto S può leggere tutti gli oggetti O appartenenti a COI diverse.

### Scrittura
Un soggetto S può scrivere un oggetto O se:
- l'oggetto O, appartenente ad un determinato CD, può essere anche letto;
- il soggetto S non ha mai letto altri O di altri CD nello stesso COI.

In parole povere il soggetto S, una volta che scrive in un CD, non può più leggere O di altri CD nello stesso COI; allo stesso modo, nel momento in cui legge oggetti O appartenenti a diversi COI, non può più scrivere nei COI letti.